# 井本智明
井本 智明（いもと ともあき、1986年9月 - ）は、日本の統計学者（統計科学・環境統計）。学位は博士（理学）（慶應義塾大学・2014年）。静岡県立大学経営情報学部助教・大学院経営情報イノベーション研究科助教。
統計数理研究所リスク解析戦略研究センター特任助教などを歴任した。

## 概要
統計科学や環境統計を専攻する統計学者である。確率分布の研究や、降雨に起因する地辷りの発生予測を研究していた。後進の育成にも努めており、統計数理研究所、静岡県立大学、などの教育・研究機関に在籍した。

## 来歴

### 生い立ち
1986年（昭和61年）9月に生まれた。慶應義塾が設置・運営する慶應義塾大学に進学し、理工学部の数理科学科にて学んだ。2009年（平成21年）3月、慶應義塾大学を卒業した。それに伴い、学士の学位を取得した。そのまま慶應義塾大学の大学院に進学し、理工学研究科の基礎理工学専攻にて学んだ。2011年（平成23年）3月、慶應義塾大学の大学院における前期博士課程を修了した。それに伴い、修士の学位を取得した。2014年（平成26年）3月、慶應義塾大学の大学院における後期博士課程を修了し博士（理学）の学位を取得した。

### 統計学者として
大学院修了後、大学共同利用機関法人である情報・システム研究機構が設置・運営する統計数理研究所に採用され、2014年（平成26年）4月にリスク解析戦略研究センターの特任研究員に就任した。同年8月、統計数理研究所のリスク解析戦略研究センターにて特任助教に就任した。2016年（平成28年）4月、県と同名の公立大学法人が設置・運営する静岡県立大学に採用され、経営情報学部の助教に就任した。経営情報学部においては、主として経営情報学科の講義に携わった。また、大学院においても、経営情報イノベーション研究科の助教を兼務することになった。経営情報イノベーション研究科においては、主として経営情報イノベーション専攻の講義に携わった。

## 研究
専門は統計学であり、特に統計科学、環境統計などの分野を研究していた。具体的には、確率分布の導出と、その応用について研究していた。また、降雨による地辷りの発生を予測しようと研究していた。

## 略歴
- 1986年 - 誕生[4]。
- 2005年 - 大阪府立生野高等学校卒業。
- 2009年 - 慶應義塾大学理工学部数理科学科卒業[5]。
- 2011年 - 慶應義塾大学大学院理工学研究科基礎理工学専攻前期博士課程修了[5]。
- 2014年 - 慶應義塾大学大学院理工学研究科後期博士課程修了[5]。
- 2014年 - 統計数理研究所リスク解析戦略研究センター特任研究員[3]。
- 2014年 - 統計数理研究所リスク解析戦略研究センター特任助教[3]。
- 2016年 - 静岡県立大学経営情報学部助教[3]。
- 2016年 - 静岡県立大学大学院経営情報イノベーション研究科助教。

## 著作

### 論文
- S. H. Ong, et al., "Generalizations of Non Central Negative Binomial, Charlier Series Distributions, and Their Extensions by Lagrange Expansion", Communications in Statistics -- Theory and Methods, Vol.41, Iss.4, Taylor & Francis, 2012, pp.571-590. ISSN 03610926
- Tomoaki Imoto and Seng Huat Ong, "A Lagrangian Non Central Negative Binomial Distribution of the First Kind", Communications in Statistics -- Theory and Methods, Vol.42, Iss.3, Taylor & Francis, 2013, pp.466-477. ISSN 03610926
- Tomoaki Imoto, "A generalized Conway–Maxwell–Poisson distribution which includes the negative binomial distribution", Applied Mathematics and Computation, Vol.247, Elsevier, November 15, 2014, pp.824-834. ISSN 00963003
- Tomoaki Imoto, "Convolution of Binomial and Negative Binomial Variables", Communications in Statistics -- Theory and Methods, Vol.44, Iss.23, Taylor & Francis, 2015, pp.5005-5022. ISSN 03610926
- Tomoaki Imoto, "Properties of Lagrangian distributions", Communications in Statistics -- Theory and Methods, Vol.45, Iss.3, Taylor & Francis, 2016, pp.712-721. ISSN 03610926
- Subrata Chakraborty and Tomoaki Imoto, "Extended Conway-Maxwell-Poisson distribution and its properties and applications", Journal of Statistical Distributions and Applications, Springer-Verlag, February 25, 2016. ISSN 21955832

### 講演録
- 飯田智之ほか稿「土砂災害予測に関する研究集会――現状の課題と新技術――プロシーディング」『防災科学技術研究所研究資料』405号、防災科学技術研究所、2016年3月、1-220頁。ISSN 1347748X
- 小河遥・井本智明・武藤伸明稿「数独エントロピーを用いた数独ソルバーの高速化」『全国大会講演論文集』2018年版、1号、2018年3月13日、57-58頁。